# The Golden Age of Grotesque
The Golden Age of Grotesque е петият студиен албум на американската индъстриъл група Мерилин Менсън, издаден на 13 май 2003 г. Чисто тематично албумът съчетава образа на бляскавата ера на суинга от 30-те години на ХХ век с този на Ваймарската република от преди установяването на нацисткия режим в Германия.

## Песни
1. „Thaeter“ – 1:14 (Менсън, Гейси, Сколд)
2. „This Is the New Shit“ – 4:19 (Менсън, Сколд)
3. „mOBSCENE“ – 3:25 (Менсън, 5)
4. „Doll-Dagga Buzz-Buzz Ziggety-Zag“ – 4:11 (Менсън, Сколд)
5. „Use Your Fist and Not Your Mouth“ – 3:34 (Менсън, 5)
6. „The Golden Age of Grotesque“ – 4:05 (Менсън, 5)
7. „(s)AINT“ – 3:42 (Менсън, 5, Сколд)
8. „Ka-boom Ka-boom“ – 4:02 (Менсън, 5, Сколд)
9. „Slutgarden“ – 4:06 (Менсън, 5)
10. "♠" („Spade“) – 4:34 (Менсън, 5)
11. „Para-noir“ – 6:01 (Менсън, 5, Сколд, Гейси)
12. „The Bright Young Things“ – 4:19 (Менсън, 5)
13. „Better of Two Evils“ – 3:48 (Менсън, 5, Сколд, Гейси)
14. „Vodevil“ – 4:39 (Менсън, 5, Сколд)
15. „Obsequey (The Death of Art)“ – 1:48 (Менсън, Сколд)

### B-sides
1. „Tainted Love“ (бонус трак за Япония и Великобритания)
2. „Baboon Rape Party“ (бонус трак за Япония и Великобритания)
3. „Paranoiac“ (бонус трак за Япония)
4. „Mind of a Lunatic“

### Сингли
„Tainted Love“ – април 2002
„mOBSCENE“ – 22 април 2003

„This Is the New Shit“ – 1 септември 2003

„(s)AINT“ – 2004 (промоционален)

## Фактология
- Повечето образи в албума са почерпени от книгата на Мел Гордън от 2000 г. Voluptuous Panic: The Erotic World of Weimar Berlin Архив на оригинала от 2010-01-02 в Wayback Machine.. За да няма проблеми с авторското право, Менсън се обръща лично към Гордън с молбата да ползва книгата. Гордън не само, че се съгласява, но и остава очарован, че книгата му е вдъхновител на цял музикален диск.
- Албумът получава смесени оценки. Въпреки че се оказва един от най-добрите издадени през 2003 г., според много критици, а и фенове това е най-слабият албум на Менсън. Според критиките в него липсват както оригиналност и стил, така и зарядът в текстовете, присъщи за предните му издания. Въпреки солидните критики отправени към Менсън, албумът повтаря успеха на Mechanical Animals и достига първи позиции в The Billboard Top 200 и Top Internet Albums.
- Стилово това е най-електронно звучащият албум на Мерилин Менсън, което се дължи основно на присъствието на Тим Сколд. Според много този албум е силно повлиян от творчеството на немската ebm/industrial групата KMFDM, в която е свирил Сколд.
- Лирически албумът прави много връзки с историята, с различни реални и художествени образи. Откроява се употребата на много игрословици в текстовете: „gloominati“, „scabaret sacrilegends“, „vivi-sex symbol“, „cocaingels“ „mOBSCENE“, „vodevil“ и „para-noir“.
- Някои издания на албума включват и 25-минутното ДВД „Doppelherz“ (двойно сърце), режисирано от Менсън.
- Албумът проследява развитието на Менсън от изкуството до продукта, в което се превръща. Според самия Менсън албумът има две ясно различими тематики: едната е изразена чрез пънк-рок баладите, които призовават животът да се живее пълноценно и изцяло, защото няма бъдеще след това; другата е пародия на първата идея, разкривайки нихилизма, повърхността и безхаберието породени от този начин на мислене, който превръща човекът в един щастлив образ подобен на Мики Маус (Менсън неслучайно се снима като образа на Уолт Дисни).